# His Wife's Pet
Pour plus de détails, voir Fiche technique et Distribution.
His Wife's Pet est un film muet américain réalisé par Dell Henderson et sorti en 1914.

## Fiche technique
- Titre original : His Wife's Pet
- Réalisation : Dell Henderson
- Scénario :
- Photographie :
- Montage :
- Producteur :
- Société de production : American Mutoscope and Biograph Company
- Société de distribution : General Film Company
- Pays de production :  États-Unis
- Langue : film muet avec les intertitres en anglais
- Métrage d’origine : 150 mètres
- Format : Noir et blanc — 35 mm — 1,33:1 — Muet
- Genre : Comédie
- Durée : 5 minutes
- Date de sortie : 
  - États-Unis : 14 novembre 1914

## Distribution
- Dave Morris : le mari
- Florence Lee : l'épouse
- Madge Kirby : une amie de l'épouse
- Louise Owen : une amie de l'épouse
- Gus Pixley : voleur
- Pat Whelan : voleur